# Werner Hubert

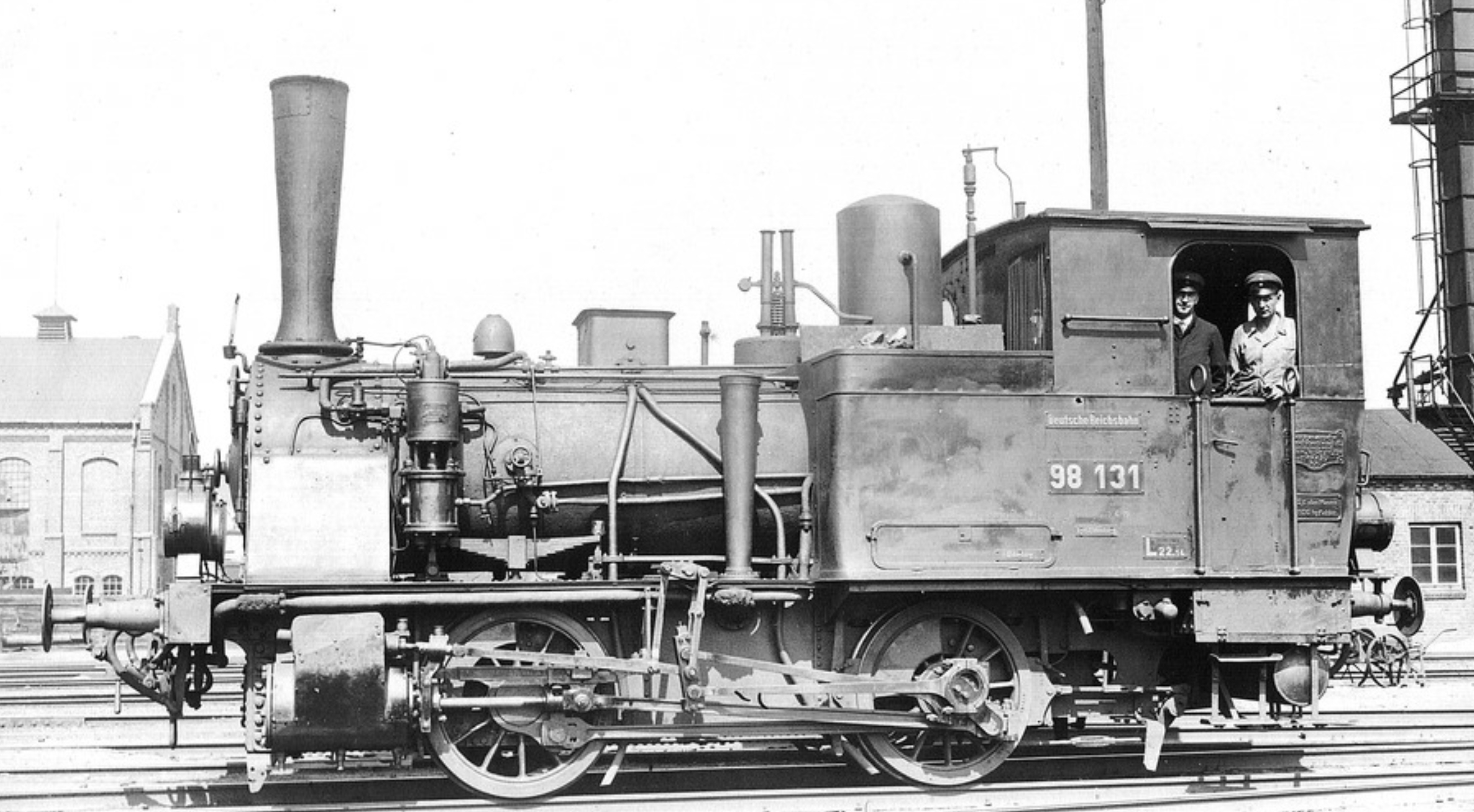
98 131, eine ehemalige Oldenburgische T 2 (1932)

Werner Hubert (* 1896 in Charlottenburg; † 17. Juni 1947 in Dresden) war ein deutscher Eisenbahnfotograf.

## Leben

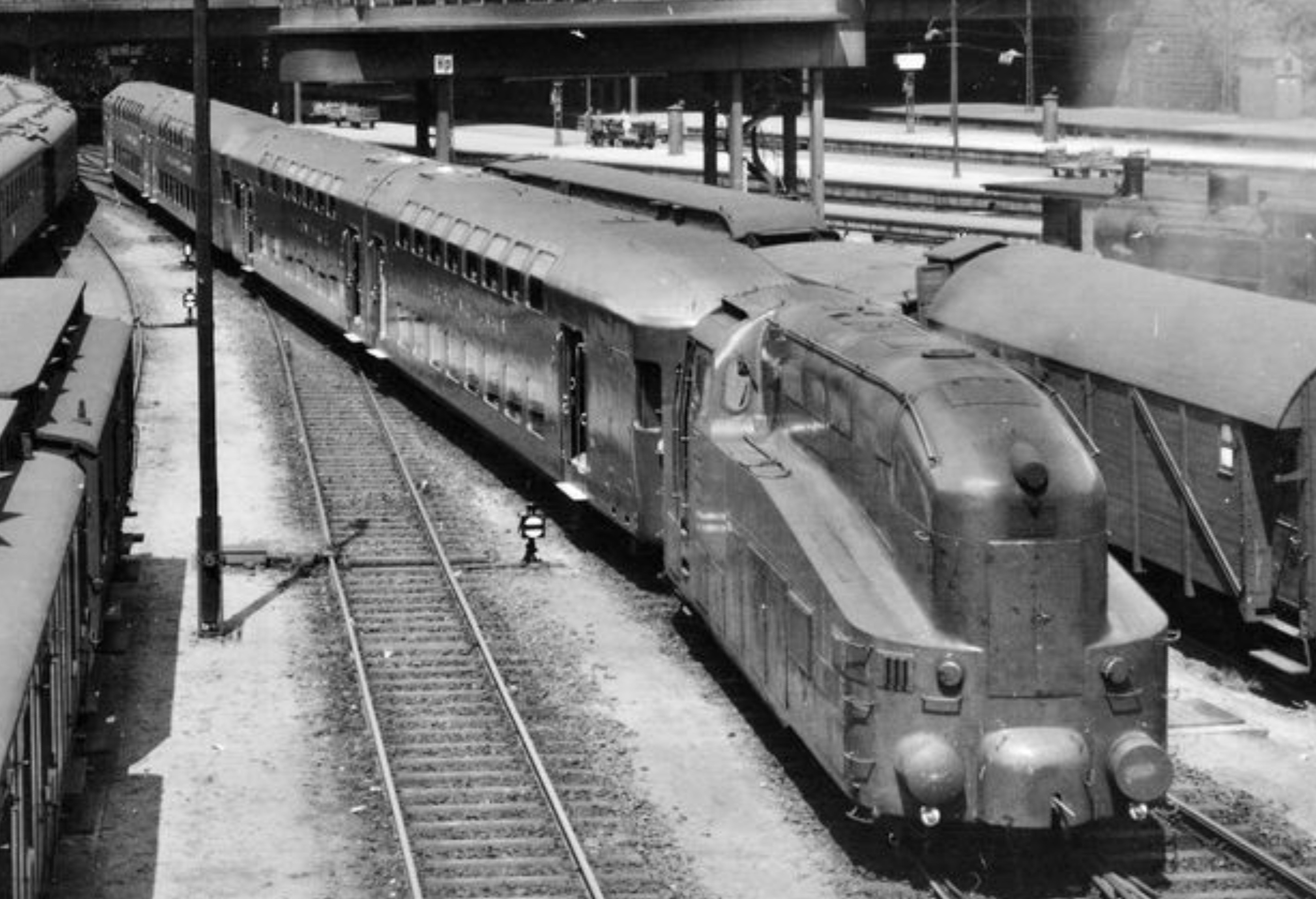
60 001 (ex LBE Nr. 1) verlässt mit einer Doppelgarnitur ex-LBE-Doppelstockwagen den Hamburger Hauptbahnhof (1936)

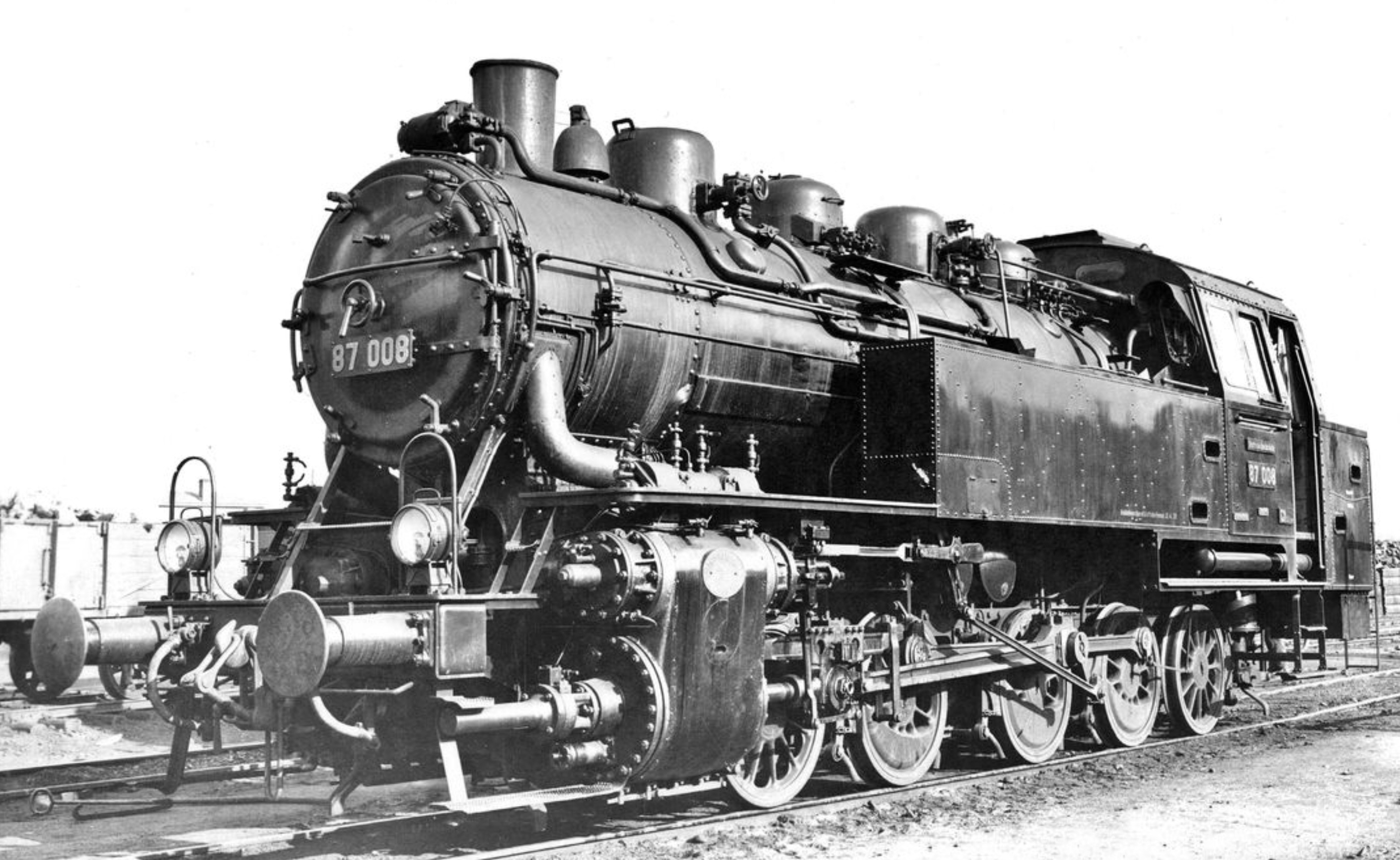
Typenfoto der 87 008

Werner Hubert wurde 1896 als Sohn eines Oberingenieurs in Charlottenburg, der damaligen Großstadt westlich Berlins, geboren. 
Schon früh interessierte sich Hubert für Lokomotivgeschichte, so machte der elfjährige seine ersten Aufzeichnungen 1907 am Bahnhof Zoologischer Garten. Seine ersten Fotografien stammen aus dem Jahre 1910 und zeigen Lokomotiven der preußischen Staatsbahn und einiger Privatbahnen im Großraum Berlins. Diese Aufnahmen, auf damals noch 9 × 12 cm Glasplatten wurden von ihm selbst entwickelt.
Noch vor 1914 legte sich Werner Hubert schließlich seinen als „Postkartenkamera“ geschätzten Fotoapparat zu. Abzüge seiner Aufnahmen wurden bald als Lokomotivpostkarten über den Dresdener Verleger Johannes Leonhardt vertrieben. Die Aufnahmen mit dieser Kamera hatten schon das Postkartenformat von 10 × 15 cm. Auch der Erste Weltkrieg konnte den passionierten Fotografen nicht von seiner Leidenschaft abbringen, als er als Landsturmmann in der 3. Kompanie des Garde-Landsturm-Bataillons Zehrendorf in Zossen Dienst tat.
Nach diesem Krieg verdiente Hubert seinen Lebensunterhalt in der Lokomotivfabrik A. Borsig, wo der Ingenieur aus dem Konstruktionsbüro auch die Möglichkeit erhielt, alte Werksfotografien zu rekonstruieren. Schließlich wechselte Hubert beruflich nach Hannover zu Hanomag. Viele der Werkspostkarten aus dieser Zeit stammen aus Huberts Archiv. 1931 stellte Hanomag den Bau von Dampflokomotiven ein und Hubert wechselte erneut seinen Arbeitgeber. Es zog ihn über Hamburg zu Henschel nach Kassel, bis er 1939 in den Dienst der Deutschen Reichsbahn trat. Die Reichsbahndirektion Dresden wurde seine berufliche Heimat und somit Sachsen sein fotografischer Mittelpunkt. 
Werner Hubert gehörte zu den Gründungsmitgliedern des 1929 ins Leben gerufenen Deutschen Lokomotivbild-Archivs (DLA) in Darmstadt. Sämtliche Lokomotiv- und Triebwagenbaureihen sollten hier nach einem einheitlichen Fotografiestandard porträtiert werden. 1944 wurde das Archiv von Darmstadt nach Berlin ins Reichsverkehrsministerium verlegt und erhielt dort neue Räumlichkeiten und vor allem Möbel, die speziell zur Aufbewahrung der Glasplatten-Negative angefertigt wurden. Um den Bestand dieses Archivs zu erweitern, unternahm Werner Hubert fotografische Reisen in Nord- und Mitteldeutschland.
Werner Hubert verstarb am 17. Juni 1947 an den Folgen einer Blutvergiftung.

## Archiv

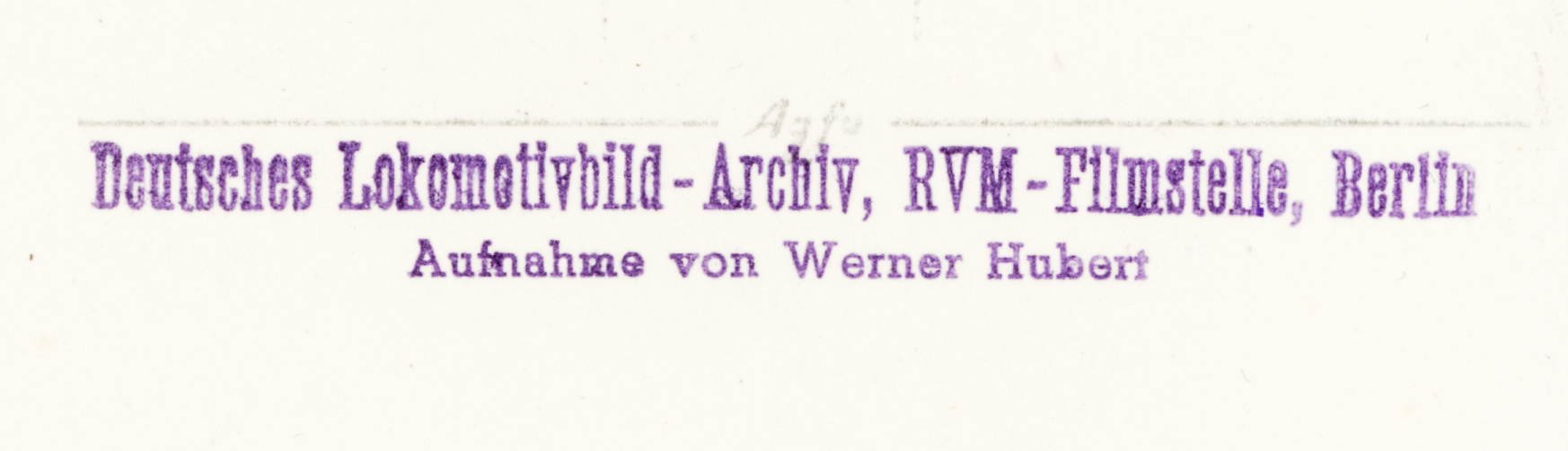
Stempel des DLA auf der Rückseite eines Hubert-Abzuges

Die Glasplatten- und Fotosammlung Werner Huberts wurde beim Luftangriff auf Dresden am 13./14. Februar 1945 vollständig zerstört. Er selbst überlebte den Angriff mit seiner Ehefrau Charlotte im Keller des Hauses. Nur dem regen Verkauf von Abzügen und dem Tausch mit Gleichgesinnten wie z. B. Hermann Maey und Carl Bellingrodt ist es zu verdanken, dass heute noch Aufnahmen von Werner Hubert vorhanden sind. Nach dem Zweiten Weltkrieg hat Carl Bellingrodt etliche Hubert-Aufnahmen reproduziert.

## Publikationen
- Die Berliner Stadtbahnlokomotiven im Bild. 1933.
- Die Lokomotiven der vorm. Kgl. Preußischen Militär-Eisenbahn. Die Lokomotive, Verlag A. Berg, Wien, S. 125.
- Die Lokomotiven der Lübeck-Büchener Eisenbahn. LBE-Druck, Lübeck 1926.
- Die Lokomotiven der Lübeck-Büchener Eisenbahn-Gesellschaft. Verkehrstechnik, Deutscher Verlag, Berlin 1927, S. 714 und 726.
- Die Berliner Stadtbahn-Lokomotiven. Arbeitsgemeinschaft der Verlage Verkehrszentralamt der Deutschen Studentenschaft, Sitz Darmstadt, und VWL, Berlin 1933.
- Aufsätze in den Hanomag-Nachrichten ab 1922.